# Dick Haymes
Richard Benjamin Haymes meglio conosciuto come Dick Haymes (Buenos Aires, 13 settembre 1916 – Los Angeles, 28 marzo 1980) è stato un cantante e attore argentino naturalizzato statunitense.

## Biografia
Suo padre Benjamin Haymes era di origine scozzese, sua madre Marguerite Wilson Haymes (1894-1987) era nata in Irlanda ma cresciuta negli Stati Uniti. La famiglia si trasferì negli Stati Uniti appena dopo la sua nascita e suo padre lasciò la famiglia quando Dick aveva due anni. La madre decise allora di spostarsi in Europa e aprì a Parigi un negozio di abbigliamento. Dick e suo fratello minore Bob ricevettero un'educazione europea, frequentando un collegio in Svizzera e successivamente una scuola parigina retta da Gesuiti.
Dopo la crisi economica del 1929, la madre fu costretta a chiudere l'attività e a tornare a New York, dove cominciò a dare lezioni di canto e a lavorare come cantante in qualche locale. Dick cominciò a sua volta a cantare come dilettante in spettacoli studenteschi e nel 1933 tentò la strada di Hollywood, dove trovò lavoro come comparsa negli studi della MGM, continuando a cantare, gratuitamente pur di farsi conoscere, in una stazione radiofonica di Los Angeles.
Nel 1939 Dick sottopose alcune sue composizioni musicali al direttore d'orchestra Harry James, ma James rimase impressionato dalla sua voce più che dalle sue canzoni. Il suo timbro baritonale affascinò presto sia la critica sia il pubblico, e Haymes rimase nell'orchestra di Harry James fino al 1942. Dopo una breve parentesi con una sua propria band, presto sciolta, si unì per un breve periodo a Benny Goodman, per poi approdare all'orchestra di Tommy Dorsey, con cui rimase per un anno e mezzo.
Nel 1944 decise di esordire come solista e firmò un contratto discografico con la Decca. La CBS gli offrì uno show radiofonico in cui si esibiva in coppia con Helen Forrest con l'accompagnamento dell'orchestra di Gordon Jenkins, e presto arrivò anche una scrittura dalla Twentieth Century Fox, grazie alla quale iniziò una fortunata carriera cinematografica, prendendo parte a numerosi musical, tra i quali Billy Rose's Diamond Horseshoe e State Fair.
Poiché non era cittadino americano, Haymes riuscì a evitare il servizio militare durante la seconda guerra mondiale, affermando la sua appartenenza all'Argentina, Paese non belligerante, ma questo gli provocò una serie di critiche da parte della stampa. Haymes cercò di giustificare questo suo atteggiamento con una crisi familiare che richiedeva la sua presenza a casa, ma quando successivamente decise di partire come volontario, fu riformato alla visita di leva per motivi medici.
Alla scadenza del contratto con la Fox, nel 1947 interpretò altri due film con la Universal. Tra il 1949 e il 1950 prese parte ad altre trasmissioni radiofoniche e le vendite dei suoi dischi continuarono a crescere. Tuttavia la sua vita privata burrascosa, i suoi problemi con l'alcool e le spese sconsiderate contribuirono al suo declino e alla fine del suo matrimonio. Haymes ripiegò quindi su ruoli cinematografici minori e su trasmissioni radiofoniche di minor successo.
Il contratto con la Decca arrivò alla scadenza nel 1952; è di questo periodo l'incontro con Rita Hayworth, che sposò l'anno dopo. Recatosi con la moglie alle Hawaii, allora non ancora territorio statunitense, la sua scelta di non essere cittadino americano si ritorse ancora una volta contro di lui: cercando di rientrare negli Stati Uniti, egli fu infatti arrestato perché non in regola con i documenti. Sembra che a sollecitare il suo arresto sia stato Harry Cohn, il potente direttore degli studios della Columbia, geloso del matrimonio di Haymes con la sua pupilla Rita Hayworth. Una volta rientrato negli States grazie all'influenza esercitata sui media da sua moglie, si trovò nuovamente in difficoltà, perseguitato dal fisco per tasse non versate.
Tutto ciò lo fece ricadere nell'alcolismo e le successive incisioni, uscite sotto etichetta Capitol Records, non ottennero il successo sperato. Nel 1961 Haymes decise di spostarsi in Irlanda, dove tentò la strada della disintossicazione. Nei primi anni settanta progettò un rientro negli Stati Uniti con nuove incisioni e un rilancio con spettacoli dal vivo, ma il successo fu di breve durata.
Dick Haymes morì nel 1980 per un tumore al polmone.

## Discografia parziale
- You'll Never Know (1943) - prima posizione nella Billboard Hot 100 per 4 settimane
- Rain or Shine (1955)
- Moondreams (1957)
- Look at Me Now! (1957)
- Richard the Lion-Hearted - Dick Haymes that is! (1960)
- Dick Haymes Comes Home! (dal vivo, 1973)

## Filmografia

### Cinema
- La tragedia del Bounty (Mutiny on the Bounty), regia di Frank Lloyd (1935) (non accreditato)
- Passione ardente (Dramatic School), regia di Robert B. Sinclair (1938)
- Mademoiselle du Barry (Du Barry Was a Lady), regia di Roy Del Ruth (1943)
- Four Jills in a Jeep, regia di William A. Seiter (1944)
- Irish Eyes Are Smiling, regia di Gregory Ratoff (1944)
- Il cavallino d'oro (Diamond Horseshoe), regia di George Seaton (1945)
- Festa d'amore (State Fair), regia di Walter Lang (1945)
- Ogni donna ha il suo fascino (Do You Love Me), regia di Gregory Ratoff (1946)
- The Shocking Miss Pilgrim, regia di George Seaton (1947)
- Carnevale in Costarica (Carnival in Costa Rica), regia di Gregory Ratoff (1947)
- Up in Central Park, regia di William A. Seiter (1948)
- Il bacio di Venere (One Touch of Venus), regia di William A. Seiter (1948)
- St. Benny the Dip, regia di Edgar G. Ulmer (1951)
- Screen Snapshots: Hollywood Night Life, regia di Ralph Staub (1952)
- Marinai a terra (All Ashore), regia di Richard Quine (1953)
- Ancora e sempre (Let's Do It Again), regia di Alexander Hall (1953)
- Cruisin' Down the River, regia di Richard Quine (1953)
- Won Ton Ton, il cane che salvò Hollywood (Won Ton Ton: The Dog Who Saved Hollywood), regia di Michael Winner (1976)

### Televisione
- Screen Directors Playhouse – serie TV, episodio 1x18 (1956)